# もう キスされちゃった
「もう キスされちゃった」は、2008年7月23日にリリースされた、タイナカサチの8枚目のシングル。

## 概要
広瀬香美が作詞・作曲。また、広瀬のデビューシングル「愛があれば大丈夫」をアコースティック調でカバーしている（3曲目）。

## 収録曲
1. もう キスされちゃった
  - 作詞・作曲：広瀬香美、編曲：湯浅篤
  - 日本テレビ系『音楽戦士 MUSIC FIGHTER』2008年7月POWER PLAY
  - 結婚式場アルカンシエルグループTVCM（中京広域圏）イメージソング（2008年12月 - ）
2. 熱帯夜
  - 作詞・作曲：タイナカサチ、編曲：土肥真生
3. 愛があれば大丈夫
  - 作詞・作曲：広瀬香美、編曲：湯浅篤
4. もう キスされちゃった-instrumental-
5. 熱帯夜-instrumental-